# Saint-Jean-de-Thurac
Saint-Jean-de-Thurac è un comune francese di 504 abitanti situato nel dipartimento del Lot e Garonna nella regione della Nuova Aquitania.

## Società

### Evoluzione demografica
Abitanti censiti